# Bernard Rosenthal
Bernard J. Rosenthal, ook Tony Rosenthal, (Highland Park, 9 augustus 1914 - Southampton, 28 juli 2009) was een Amerikaans abstract beeldhouwer. 
Rosenthal studeerde schone kunsten aan de Universiteit van Michigan en aan de Cranbrook Academy of Art. Zijn kunsthandelaar Sam Kootz overtuigde Rosenthal er in 1960 van zijn bijnaam “Tony” als artiestennaam te gebruiken. 
Rosenthal was vooral bekend door zijn grote geometrische abstracte buitenbeeldhouwwerken. Onder zijn werken in het publieke domein zijn te vermelden:
- Nubian Slave, Wereldtentoonstelling van 1939 (New York)
- Alamo, Astor Place, New York, 1967
- Odyssey I, Openluchtmuseum voor beeldhouwkunst Middelheim, Antwerpen, 1967
- Kepaakala (Sun Disc), Hawaï National Bank, Honolulu, 1969
- Rondo, 59th Street off Park Avenue in New York, 1969
- 5 in 1, 1 Police Plaza in New York, 1974
- Big Six, Chrysler Museum of Art, Norfolk (Virginia), 1975
- Hammarskjold, Fashion Institute of Technology, New York, 1977
- Pass-Thru, Hofstra University, 1988
- JS Bach Variation #9, Ravinia Park, Highland Park (Illinois), 1990